# Flores para Algernon
Flores para Algernon (Flowers for Algernon en inglés) es un cuento de ciencia ficción escrito por Daniel Keyes y publicado por primera vez en abril de 1959 en la revista norteamericana The Magazine of Fantasy & Science Fiction. Posteriormente el propio Keyes amplió la historia hasta convertirla en una novela que se publicaría con el mismo título en 1966.
El relato original recibió en 1960 el entonces llamado premio Hugo a la mejor obra de ficción corta (Hugo for Best Short Fiction), mientras que la posterior novela ganó el premio Nébula de 1966. Se han realizado adaptaciones cinematográficas en 1968 (Charly, que le proporcionó el Oscar al actor Cliff Robertson), y para televisión en 2000.

## Argumento
Charlie Gordon es un hombre de 37 años que sufre retraso mental con un cociente intelectual de 68. Es elegido para probar un tratamiento que podría triplicar su inteligencia mediante una operación. Sus progresos son comparados en paralelo con los de un ratón, Algernon, del cual el protagonista se hace amigo. Charlie nos cuenta, a través de sus informes de progresos, no sólo sus avances, sino también sus sentimientos y su propia evolución ascendente, lenta al principio, disparada hasta hacerle un genio después.

## Relato original
El relato nos cuenta cómo Charlie Gordon, con un cociente intelectual de 68, es elegido para una serie de pruebas. En éstas, su inteligencia irá aumentando de manera paulatina y acelerada igualmente que el otro protagonista, Algernon, un ratón de laboratorio con el que previamente se ha experimentado. Al principio Charlie se desespera pensando que es más tonto que un ratón. Cuando se hace inteligente lo adopta como mascota, sintiéndose identificado con él. Y cuando ve en el ratón la regresión y eventual muerte que más tarde va a sufrir él, se desespera. Al final del libro, con su regresión muy avanzada y sabiendo que pronto él también morirá, pide que en su ausencia le lleven flores a la tumba de Algernon, frase que da título al libro.
Durante la narración, que está construida como un diario personal y escrita por el propio Charlie, iremos observando el aumento de sus capacidades. Su ortografía y manera de expresarse experimenta una mejoría paulatina cuanto más avanzamos en la lectura, aunque empeora hacia el final del libro a causa del declive de las capacidades intelectuales del protagonista. Observamos también, un trasfondo de represión hacia las acciones de abuso, que muchas veces se cometen por crueldad hacia personas con una inteligencia reducida.